# Salza di Pinerolo
Salza di Pinerolo là một đô thị ở tỉnh Torino trong vùng Piedmont, có vị trí cách khoảng 50 km về phía tây nam của Torino, nước Ý. Tại thời điểm ngày 31 tháng 12 năm 2004, đô thị này có dân số 73 người và diện tích là 15,3 km².
Salza di Pinerolo giáp các đô thị: Pragelato, Massello, Perrero, và Prali.